# NST新潟総合テレビ
株式会社NST新潟総合テレビ（エヌエスティにいがたそうごうテレビ、 NST Niigata Sogo Television, Co., Ltd.）は、新潟県を放送対象地域としたテレビジョン放送事業を行う特定地上基幹放送事業者である。フジ・メディア・ホールディングスの持分法適用関連会社。
略称はNST、コールサインはJONH-DTV（新潟 19ch / 3kW）で、フジテレビジョン（FNN・FNS）系列に属している。
2018年（平成30年）時点では、新聞（新潟版）のテレビ欄やEPGなどでは「NST」と表記されることが多かったが、当時の正式名称である「新潟総合テレビ」が用いられることもあった。
キャッチフレーズは、略称のバクロニム「Niigata Smile ТV（にいがたスマイルティービー）」（2014年（平成26年）4月より）。

## 本社・支社
本社の郵便番号はNST専用。社用の他、視聴者プレゼントなど一般向けに使用している。
- 本社 - 〒950-8572 新潟市中央区八千代二丁目3番1号
  - 2004年（平成16年）10月完成。立地的に「万代シテイ」に程近く、本社敷地内には万代シテイの駐車場がある。信濃川右岸（旧新潟鉄道管理局グラウンド跡）に位置し、付近には八千代橋がある。
- 長岡支社 - 〒940-0033 長岡市今朝白二丁目1番4号
  - 「長岡放送センター」跡地（後述）。同敷地内には、「駒形十吉記念美術館」があり、別棟のビルに長岡支社が入居している。
- 上越支社 - 上越市西城町三丁目5番24号（上越大同生命ビル内）
- ゆきぐに魚沼支社 - 南魚沼市六日町106番地1
- 佐渡通信部 - 佐渡市窪田538番地1
- 東京支社 - 東京都中央区銀座三丁目9番11号（紙パルプ会館内）
- 関西支社 - 大阪府大阪市北区堂島浜一丁目1番8号（堂島パークビル内）

### かつて存在した施設
- 長岡放送センター - 長岡市今朝白二丁目1番4号
  - 1968年（昭和43年）10月完成。1991年（平成3年）10月に新潟市上所の本社へ廃統合するまで、演奏所およびスタジオ機能として存在していた。開局当初は「長岡演奏所」の名称だった。
  - 統廃合後に解体され、1994年（平成6年）に「駒形十吉記念美術館」として開館。敷地内には、長岡支社が入居しているビルが所在する。
- 本社（旧社屋） - 新潟市上所一丁目11番31号[注 1][注 2]
  - 長岡放送センターと併存していた時代は、スタジオも設けられていた。『クイズタイムショック』などネットしていたクイズ番組の予選会等も、利便性のためか、長岡放送センターではなく新潟市の本社で行われていた。
  - 新潟市中央区八千代に移転後は解体され、現在は駐車場となっている。

## 概要

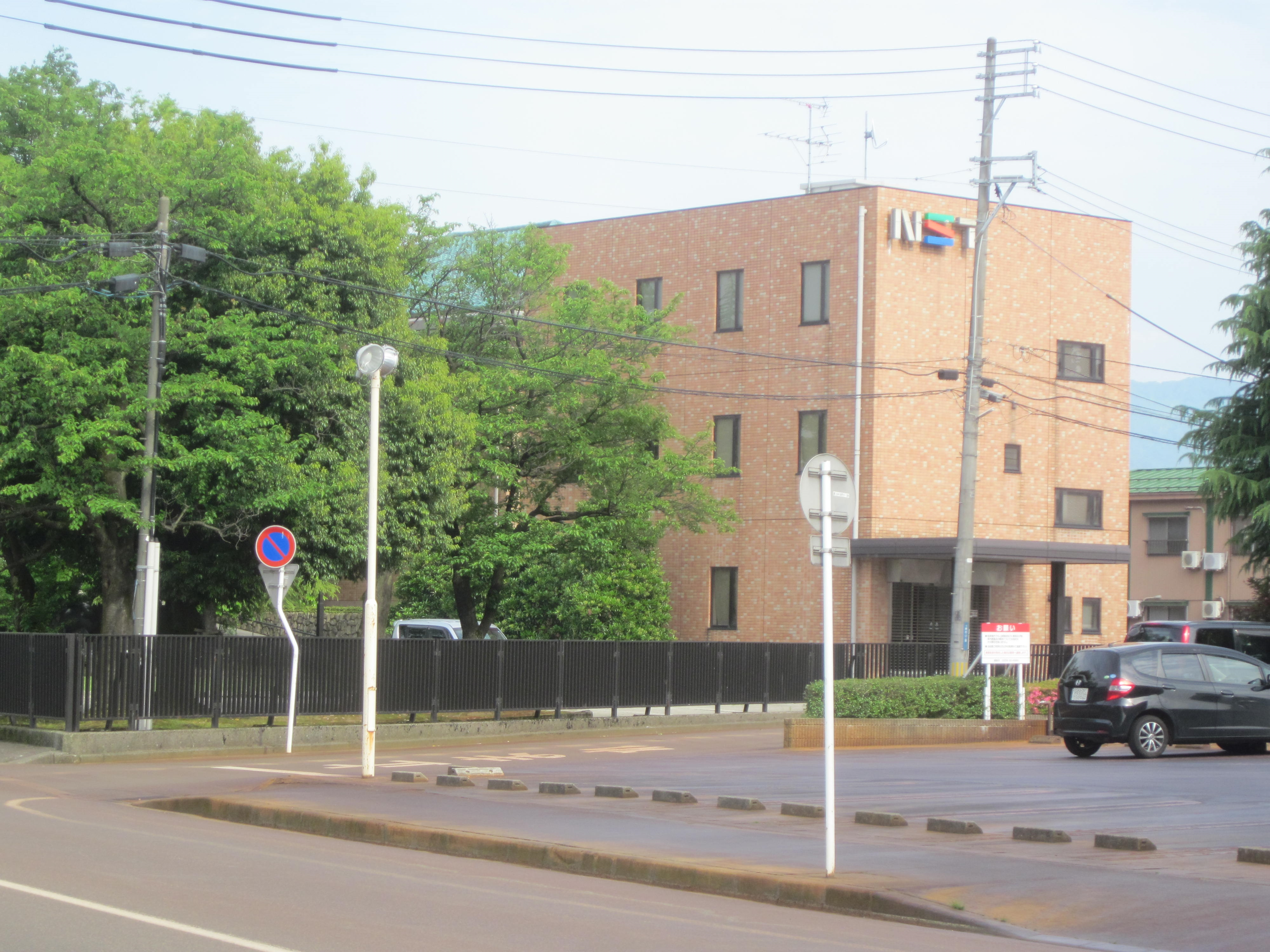
NST長岡支社（2016年5月29日撮影）

1968年（昭和43年）12月16日開局。新潟県内で2局目の民間放送局で、県内初のUHF局である。
新潟県に2局目の民放テレビ局のチャンネルプランが発表された際、フジテレビなどフジサンケイグループ、日本テレビなど読売新聞グループ、NETテレビ（現：テレビ朝日）など朝日新聞グループをはじめ、複数の免許申請が出されたが調整により一本化され、3社が相乗りする形で会社を設立。社名の“総合”は、その経緯から３系列のクロスネットであったことに起因する。なお、現在はフジテレビ系列のフルネット局へと移行していったため、“総合”の意味合いはほぼなくなった。
複数の放送局申請を調整し設立の行司役を田中角栄が担ったことから、設立時には本社は新潟市、演奏所スタジオは田中の運営する越後交通のお膝下である長岡市でスタートし、越後交通グループや田中真紀子ほか田中家一族らとも親密であった。
さらにフジサンケイグループのネット局として設立され、また当時から現在に続くフジテレビのネット局である。しかし開局当初からフジテレビのフルネットとなるまで一貫して番組編成はテレビ朝日の番組が多く、フジテレビの割合は低かった。番組の購入において3局の中で最も安かったのがテレビ朝日であったことが主な理由である。
開局当初は「楽しいテレビNST」というキャッチフレーズを掲げ、PRを図った。また初のUHF局であったことから、開局前には県内各地で催事が行われる折に、VHFチューナのみを備えたテレビで視聴するためのUHFコンバータの普及促進活動を行っていた。当初、UHFのハンデについて危惧されていたが、全国的には既にUHFが普及しておりテレビ機器も供給は十分にあったため新潟県では順調にUHF局が浸透した。
クロスネット当時は、上記3局に加えて東京12チャンネル（現：テレビ東京）の番組も購入して放送しており、実に4局の番組が混在する状態が続いていた。

開局以後のNSTは、自社制作番組の割合が著しく低く、番組制作に関して消極的な姿勢を見せていた。その一方で、営業活動に非常に貪欲で、CM制作やコマーシャル収入で大きな収益を上げ、民放テレビ局の年収でも、ローカル局として上位を記録していた。

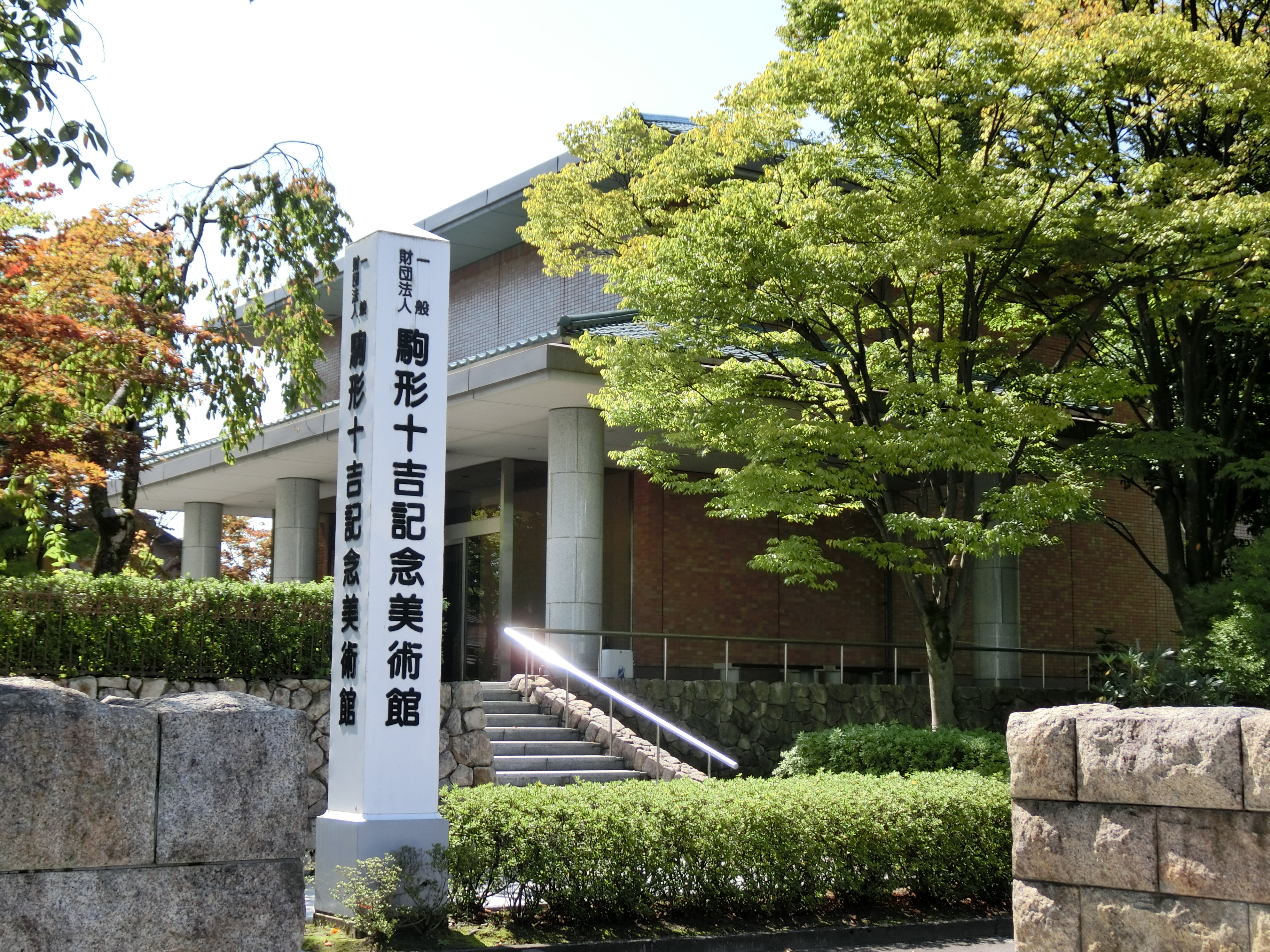
長岡放送センター跡地に建つ駒形十吉記念美術館

その後、1981年（昭和56年）4月にテレビ新潟放送網が開局し、NNNを脱退。1983年（昭和58年）10月に、新潟テレビ21が開局してANNも脱退し、フジテレビ系列のフルネット局となり現在に至る。しかしNSTはそれ以後も、昼間や深夜時間帯にはフジテレビの番組よりもむしろテレビ東京の番組を主体とした編成体制を敷いていた。更にはフジテレビの日曜の競馬中継（現『みんなのKEIBA』）も、フルネット化以後も新潟放送からネットチェンジせず、なおも自社制作率は低いままであったが、テレビショッピング等の自社の利益が大きい分野は積極的に番組製作した。
駒形の影響力が薄れた1990年代に入ってからは、まず1991年（平成3年）に長岡放送センター（長岡市）を本社（新潟市）に移転統合する。2000年代には自社制作率は徐々に上昇し、フジテレビの番組の遅れネットも減少。2000年（平成12年）には新潟競馬場開催の中継と『スーパー競馬』のネットを開始し、その翌年には仙台放送製作の東北電力一社提供番組の放送権も新潟放送から移行した事で、長年の「腸捻転」（ネットワークのねじれ現象）がようやく解消。2004年（平成16年）には本社を新潟市中央区八千代に移転するなど、設備投資を積極的に行っている。
2002年（平成14年）、新潟市中央区上所にあった本社の建物の老朽化と、後に開始される地上波デジタル放送におけるハイビジョン化を視野に入れ、現在の新社屋の建設を決定。新社屋は2004年（平成16年）10月に完成、2004年（平成16年）10月20日に本社の全機能を新社屋へ移転し、放送を開始している。この新社屋は全てハイビジョン放送に対応しており（新潟県内最速）、省エネ・太陽電池パネル付きとなっている。新社屋移転後、毎年10月には「NSTまつり」を開催している。
2010年（平成22年）3月29日、地上波デジタル放送移行に先駆けて社名の通称名称の整理を目指し、呼称を「NST」に統一した。放送上では、フジテレビ系列番組の表記は引き続き「新潟総合テレビ」を使用しているが、報道番組の制作協力、主催クレジットや新聞、テレビ欄などは「NST」と表記され、呼称する（但し『FNS27時間テレビ』では系列局を紹介する際、「新潟総合テレビ」〈2014年（平成26年）から2018年（平成30年）は「新潟NST」、社名変更後の2019年（令和元年）は「NST新潟総合テレビ」〉と呼称する場合がある）。
2019年（令和元年）10月1日からは、略称と社名を併用した「株式会社NST新潟総合テレビ」へと社名変更した。

当局をはじめとするクロスネット2局含めたFNN / FNS系列28社はACジャパン（旧・公共広告機構）の正会員企業の一つであり、不祥事が発生した場合などに同団体のCMが放映される。
2025年6月現在はFNNの中部ブロックとして参加しているが、1980年代の『FNNモーニングコール』（東海テレビ制作分）や中部ブロック番組のネットからは除外されていた。

### 駒形十吉について
初代社長には、当時新潟県経営者協会会長の桜井督三（北越製紙社長）が就いたが、4年後に桜井の急死に伴って1972年（昭和47年）に大光相互銀行（現：大光銀行）の会長だった駒形十吉が就いた。後に子息の斉に大光相互銀行社長の座を譲り会長に退くが、大光は1979年（昭和54年）秋に乱脈融資事件が発覚し強制捜査を受けることとなった。更にこれを巡って大幅な債務超過に陥っていることが発覚。1980年（昭和55年）春には上場廃止となり、これを引責する形で駒形一族は大光を追われたが、十吉のNST社長職については個人大株主であったこともありそのまま留任。1999年（平成11年）の死去直前まで実権を掌握し続けた。かつて元日未明（大晦日深夜）にはフジテレビのネット受けを行わず、駒形自らの出演による10分間の「社長挨拶」を放映していたことからも、それが窺える。
NSTでは、フジテレビ系列全国ネットの最終ニュース（2024年現在は平日の『FNN Live News α』と土日の『すぽると!』）のスポンサー全てがローカルスポンサー、またはネットスポンサーの一部とローカルスポンサーの混在のいずれかとなっている。この体制は、1981年（昭和56年）4月から1983年（昭和58年）9月までネットをしていた『ANNニュースファイナル』時代から続いている。これは、フジテレビ系列フルネット化後も駒形が「この時間帯のスポンサーになってくれる地元企業を大切にしたい」との意向のより、同時間帯のニュース番組の完全ネットスポンサー化を辞退したもので、駒形の影響力が薄れた後もこの措置を続けている。また、ローカルスポンサーについては、提供読みで企業名の読み上げを要するスポンサー料が高額な企業となる場合が多いため、音声を遮断して自社で提供読みを挿入している（過去にはオープニングを丸ごと差し替えた例があった）。ただし、1981年（昭和56年）3月までネットをしていた『NNNきょうの出来事』ではスポンサーの差し替えは行われず、日本テレビと同じネットスポンサーとなっていた。
また、現代美術収集家としても知られ、大光相互銀行やNSTの社内には「大光コレクション」と呼ばれる数多くの美術品が飾られていた他、大光相互銀行は長岡市内に美術館も持ち（長岡現代美術館）、一般にもこれらコレクションを公開していた。しかし乱脈融資事件をきっかけに経営危機に陥った大光相互銀行は、国や各地の金融機関から融資を受けるため現代美術館を閉鎖し、これら収蔵品の約半分を全国各地へ売却することとなった。その際、売却を免れた一部の作品は現在、同市の新潟県立近代美術館とNST長岡支社敷地内の放送センター跡地に建設した駒形十吉記念美術館に収蔵されている。

### フレーズ
- 2003年度から6年間
  - 新潟県内外で夢を追う人々を応援する「『Dreaming.』キャンペーン」を展開。同年のCI導入に合わせ、当時のキャッチフレーズ「もっと、いい夢。」に因んで開始した企業キャンペーンで、「人と、人の持つ可能性を応援する」というコンセプトの下で2008年度まで展開した。
- 2005年（平成17年）
  - 「Digital Dreaming.」をキャッチフレーズに、地上波デジタル放送のPRを展開していた。
- 2009年度から（現在も実施）
  - 2008年度から並行して実施していた「『大好き！にいがた！』キャンペーン」を展開している。
- 2010年（平成22年）1月1日から約1年間
  - 「新潟総合テレビからNSTへ」と銘打ち、地上波デジタル放送に完全移行する2011年（平成23年）の干支が「卯」であることや「地上デジタル移行に際し、さらなる跳躍を目指す」という企業理念に因んで、黒いタキシード姿のウサギをモチーフにしたキャンペーンを展開、自社のスポットCMや新聞広告で呼称統一のPRを行った。なお、このキャンペーンCMに、タキシード姿のウサギが出てくるが、これは自社のキャラクターではない。
- 2010年（平成22年）4月から1年間
  - 前述のキャンペーンの途中から並行して使用を開始。風景の中から女性の顔の部位がアップで現れ、キャッチフレーズ「NSTは、あなたを、刺激する」をPRする自社のスポットCMを放映していた。ちなみに、このCMに流れる音楽を唄っているのは新潟市在住のソプラノ歌手のアマリア・ネクラエシェである。CMヴァージョンは以下の通り。
    - 「唇編」（空から唇が現れる。ナレーション：「あなたが、話したいこと、それは私たちが見せたいこと。」）
    - 「瞳編」（海の上空から瞳が現れる。ナレーション：「あなたが、見たいこと、それは私たちが見せたいこと。」）
    - 「耳編」（森の上空から耳が現れる。ナレーション：「あなたが、聴きたいこと、それは私たちが見せたいこと。」）
    - 「天使編」（これは2011年（平成23年）1月に初公開。天使の子供達が唇のようなソファに座る。ナレーション：「明日の向こうを、見ませんか。私たちと、ご一緒に。」）
- 2014年（平成26年）4月から
  - 略称がNSTであることと、ローカルの看板番組の1つに『スマイルスタジアムNST』があることをもじり（いわゆるバクロニム）、2018年（平成30年）12月16日に迎える開局50周年に向かい、「Niigata Smile TV（にいがたスマイルティービー）」キャンペーンを行っている。

### マスコットキャラクター
局のマスコットキャラクターは「ナシテ君」。他にガールフレンドとして「ドシテちゃん」、友達として「ロボッチョ君」がいる。いずれも、開局35周年である2003年（平成15年）に登場した。開局45周年を迎えた2013年（平成25年）12月には、ナシテ君とドシテちゃんの顔のデザインが変更された。

## 資本構成
企業・団体の名称、個人の肩書は当時のもの。出典：

### 2015年3月31日 - 2016年3月31日
| 資本金 | 発行済株式総数 | 株主数 |
| ------ | -------------- | ------ |
| 3億円  | 600,000株      | 150    |

| 株主                             | 株式数    | 比率  |
| -------------------------------- | --------- | ----- |
| フジ・メディア・ホールディングス | 194,400株 | 32.4% |
| 朝日新聞社                       | 030,000株 | 05.0% |
| 第四銀行                         | 030,000株 | 05.0% |
| 北越銀行                         | 030,000株 | 05.0% |
| 大光銀行                         | 030,000株 | 05.0% |

## 沿革
- 1967年（昭和42年）11月1日 - 予備免許取得[17]。

開局当時から2002年まで使用された初代ロゴ

  - 開局当時から2002年まで使用された初代ロゴ当時のUHF第1次チャンネルプランに基づく初の予備免許交付で、この日は、富山テレビ放送、石川テレビ放送、長野放送、テレビ静岡、岡山放送、佐賀放送（後のサガテレビ）、鹿児島テレビ放送等にも、同時に予備免許が交付された。
- 1968年（昭和43年）
  - 3月2日 - 株式会社新潟総合テレビ設立[17]。
  - 10月頃 - 長岡放送センター完成。
  - 11月7日 - 放送試験電波発射[17]。主調整室（マスター）設備は松下（現・パナソニック）製で、1981年（昭和56年）6月下旬の音声多重放送開始に伴う更改まで使われ続けた。送信機は東芝製。
  - 11月29日（金曜日） - 本免許取得[17]。これに伴い、サービス放送を開始する（カラー放送も同時に開始）。この当初から、フィルム及びスライドのカラー送出設備、ハイバンドの放送用2インチカラーVTR等も整備。
    - 同日午後8時から、日本テレビの金曜20時台の番組が、テレビ新潟が開局するまで同時ネットされる。この日は新潟県三条市出身のジャイアント馬場が出場する『プロレスリング中継』がカラーで放送[注 12][18]。

  - 12月1日（日曜日） - 地元の新聞紙新潟日報に同局の番組表が初めて掲載される。午前11時55分に放送開始[19]。
    - 新聞に掲載された時の初の番組は「NSTだより」で、その次正午からは、当時のNETテレビ（現・テレビ朝日）からの同時ネットで、牧伸二の司会による『大正テレビ寄席』だった[19]。
    - この日から、テレビ朝日系のフルネット局新潟テレビ21が開局する1983年10月1日の前日まで、NET→テレビ朝日の平日・土日の正午台の番組が同時ネットされる（例外を除く）。
    - 日本テレビ『シャボン玉ホリデー』、『すばらしい世界旅行』、「日本テレビ日曜8時台の番組」（この時はドラマ『進め!青春』）の同時ネット放送を開始[19]。

  - 12月2日（月曜日）
    - NET→テレビ朝日『アフタヌーンショー』同時ネット放送開始（1983年9月30日まで）[20]。1週間後に放送時間を拡大するまでは、日中唯一のレギュラーネット番組だった。
    - フジテレビの看板番組『スター千一夜』も番組表に掲載される（日曜日を除きネット）[注 13][20]。

  - 12月8日（日曜日） - この日から、フジテレビ『サンケイ新聞テレビ日曜夕刊』、日本テレビ『笑点』の同時ネット放送を開始（共に1971年9月26日までネット）[21]。
  - 12月9日（月曜日） - 平日の放送時間を拡大。これにより、平日の帯番組であるフジテレビ『小川宏ショー』（1981年3月27日までネット）、日本テレビ『ロンパールーム』、『きょうの出来事』（テレビ新潟開局前日までネット）、『11PM』（1981年2月27日までネット）の同時ネットを開始[22]。
  - 12月16日 - 日本テレビ・フジテレビ・NETテレビ系列のクロスネット局（ダブルクロスネットも含めて、クロスネットではUHF局で全国初）として開局[17]。
  - 12月20日 - 開局記念として、新潟市体育館での『プロレスリング中継』が日本テレビの制作で全国で放送される。ただし白黒放送であった[注 14]。
- 1969年（昭和44年）
  - 3月31日 - フジテレビのお昼の帯番組『3時のあなた』のネット放送を開始（番組終了まで）。これに伴い、2年半後の完全全日放送化完了まで、平日の日中は原則この番組が最後の放送となる[23]。
  - 10月1日 - FNS発足と同時に加盟。
- 1970年（昭和45年）
  - 1月1日 - ANN発足と同時に加盟。
  - 9月 - 松下製の自動番組制御装置（APC）稼動。
- 1971年（昭和46年）10月25日 - 平日が全日放送になり、完全全日放送化完了。これと同時に、フジテレビの『ママとあそぼう!ピンポンパン』の放送開始。NSTの同番組での放送は、初めは17時からの1日1回の放送であったが、後に朝からの放送も開始して1日2回の放送となるが、後にフジテレビが同番組は朝の放送のみとなったため、それから番組終了までは朝の放送のみとなる。
- 1972年（昭和47年）
  - 4月 - カラーテレビ中継車（FPU） 導入。
  - 11月4日 - 自社では公開収録のレギュラー番組『エンドランサタデー』スタート。
  - 12月26日 - アンペックス社製のハイバンド方式による放送用2インチカラーVTRを（追加）導入、稼動開始。同VTRは1983年（昭和58年）頃まで運用された。
- 1975年（昭和50年）
  - 3月31日 - 腸捻転（大阪準キー局間でのネットワークのねじれ現象）解消に伴い、毎日放送（MBS）製作の番組が新潟放送へ移行。朝日放送（ABC）製作の番組をネットするようになる（1983年（昭和58年）9月30日まで続く）。
  - 7月 - 長岡放送センター増改築完了。
  - 10月5日 - それまでTBS系列局である新潟放送（BSN）で放送されていたフジテレビの看板アニメ番組『サザエさん』がNSTへ移行[注 15][注 16]。
- 1977年（昭和52年）頃 - アンペックス社製1インチVTR導入、運用開始。
- 1980年（昭和55年）
  - 報道取材として、U規格3/4インチVTRを使ったENGを使用開始。
  - 3月 - アンペックス社製のCMバンク稼動開始。なお、同システムの本格稼動の開始は翌年3月頃となる。
  - 4月 - デイリーのレギュラー情報番組『NSTですこんにちは』放送開始。
  - 9月 - FM放送の開設を申請。しかし、後に却下。
- 1981年（昭和56年）
  - 4月1日
    - テレビ新潟開局に伴い、日本テレビ系列を脱退。フジテレビ・テレビ朝日系列のクロスネット局となる。
    - 『NSTワイド630』がスタート（1984年9月まで）。
    - CM送出にアンペックス社製1インチVTRを2台採用し、CM送出の効率化を図る。

  - 6月下旬 - 音声多重放送免許取得。これに伴い、新しいマスター設備（松下製）に更改、稼動開始。
  - 6月26日 - 通常番組終了後（深夜）、音声多重試験放送を開始（画像は静止画、音声のみ）。
  - 7月1日 - 音声多重放送を開始[注 17]。最初の番組は、朝日放送テレビ制作の、甲子園球場からの阪神－巨人戦の実況生放送であった（ステレオ放送。ANNの『水曜スペシャル』枠での放送）[24]。
  - 7月27・28日 - 高校野球県大会の準決勝、決勝の模様を長岡市悠久山野球場から、同局ローカル番組初のステレオ（生中継）で放送[注 18][25]。
- 1983年（昭和58年）
  - 4月 - ローカルの天気予報の一部時間帯がステレオ化される[注 19]。
  - 番組送出用VTRに、日立製1インチVTRを導入、稼動開始。これにより、新潟県の民放全局の1インチ番組送出用VTRは、全て日立製となる。後に開局する新潟テレビ21も番組送出用1インチVTRは日立製を採用。
  - 10月1日 - 新潟テレビ21開局に伴いテレビ朝日系列を脱退。フジテレビ系列のフルネット局となる[17]。これに伴い、これまで新潟県で放送されていなかった『森田一義アワー 笑っていいとも!』が同時ネット開始[注 20][注 21]。
- 1989年（平成元年）
  - 7月 - フジネットワークの衛星利用放送システム（F-SAT） 運用開始。
  - 12月 - 衛星利用ニュース中継システム（SNG） 運用開始[17]。
- 1991年（平成3年）10月1日 - 長岡放送センター（演奏所設備）が本社のある新潟市上所に移転・統合[17]。主調整室（マスター）設備はNEC製。
  - 一部の画像・音声送出用に、書き換え可能の光磁気ディスク（MO） が採用される。
- 1993年（平成5年） - ソニー製D-2方式のデジタルVTRを導入、運用開始。
- 1997年（平成9年）10月 - 字幕放送開始[17]。
- 1998年（平成10年）- 終夜放送開始。天気予報フィラーが開始[注 22]。
- 1999年（平成11年）2月7日 - 1973年（昭和48年）以来長年社長職を務めた駒形十吉が死去[26]。
- 2000年（平成12年）1月 - 新潟放送（BSN） で放送されていたフジテレビの『スーパー競馬』がNSTに移行。
- 2001年（平成13年）
  - 3月 - 放送データ作成システム及びCMバンク更新[17]。
  - 10月6日 - 『スマイルスタジアムNST』スタート。
- 2002年（平成14年）4月1日 - CI導入し、現在のロゴマークへ変更[17]。
- 2003年（平成15年）
  - 3月 - 現社屋（旧新潟鉄道管理局グラウンド跡）起工式・着工。
  - 開局35周年に伴い、自局初のキャラクター「ナシテ君・ドシテちゃん」登場。
- 2004年（平成16年）
  - 4月 - 現社屋竣工[17]。
  - 10月20日 - 新潟市八千代の現社屋へ移転[17]。午前5時30分から本格運用開始。新しいスタジオ（スタジオSWITCH、面積：100坪）もハイビジョン対応になる。
    - 但しこの時点では、ハイビジョンの無線中継設備（FPU）は未導入。
    - アナログ放送のマスター設備（APC） は東芝製[注 23]。

  - 10月23日 - 新社屋移転後の初イベントとして「NSTまつり」を開催（この取材が、同局初のハイビジョン報道取材となる）。また同日の『スマイルスタジアムNST』も特別スペシャルを組む予定だったが、生本番直前の17時56分に新潟県中越地震が発生し[注 24]、災害報道に切り替えられ、NSTまつりも24日は中止となる。なお、地震直後の初期報道が他局に比べ遅れたために、非難の声も上がった[注 25]。以降、「NSTまつり」は現在まで毎年開催されるようになる。
- 2005年（平成17年）
  - 6月10日 - 地上デジタル放送の予備免許を取得（新潟のNHK、他の民放テレビ3局も同時に取得）[注 26]。
  - 10月1日 - 地上デジタル放送の試験電波送信開始（弥彦山送信所。出力：30W）。
    - デジタル放送マスター設備及び送信機ともに東芝製。
    - デジタル放送の番組送出媒体として、VTRをそのまま使わずハードディスク・レコーダーを使用。

  - 10月25日 - 地上デジタル放送の試験放送開始（弥彦送信所のみ。出力：3kW）。
- 2006年（平成18年）
  - 2月27日 - 地上デジタル放送のサイマル試験サービス放送開始（データ試験放送、ワンセグ試験放送も同時開始）。これを機に、ローカルニュースを含めローカル番組のほとんどがハイビジョン化される[注 27]。
  - 3月30日 - 地上デジタル放送の本免許を取得[27]。
  - 4月1日 - 午前4時40分、地上デジタル本放送開始（UHF19ch、出力3kw、コールサイン：JONH-DTV、リモコンキーID：8）[17]。同時にワンセグの本放送も開始[注 28]。
  - 4月15日 - ローカル番組で、新潟ビッグスワンからJ1リーグ「アルビレックス新潟VS名古屋グランパスエイト」の模様をハイビジョンで生中継[注 29]。
- 2008年（平成20年）
  - 5月3日 - JRA新潟開催時に於けるローカル番組『NSTみんなのKEIBA』の新潟ローカル部分がハイビジョン化される[注 30]。
  - 6月 - 報道取材・中継用のヘリコプターを導入、運用開始[17]。
  - 8月4日 - 開局40周年記念特別番組として、『昭和20年8月1日〜語り継ぐ長岡空襲〜』を午後7時から放送（ハイビジョン、ステレオ制作）[注 31]。放送後、同局の慈善事業としてこの放送をDVDに録画し、長岡市内の様々な学校に寄贈した[注 32]。
  - 11月3日 - 翌月の開局40周年に先立ち、同じ翌年の4月1日に開局40周年を迎えるフジ系のNBS長野放送と共同で両局開局40周年特番の共同制作『スマイル・これだね!』をNBSと同時に生放送を行う。これを機に、同局とは毎年11月に同番組の共同制作を行うようになる。
- 2009年（平成21年）
  - ハイビジョンSNG・FPU中継システムを自社導入、稼動開始[注 33][注 34]。
  - 4月 - 前年の6月に導入した報道・中継用ヘリコプターがハイビジョン対応になる[17]。
- 2010年（平成22年）
  - 3月29日 - 新潟総合テレビの呼称を略称の「NST」へ統一[17]。
  - 9月6日 - フジテレビ系列以外からのハイビジョン・デジタル・ネット回線の受け入れ態勢が整う[注 35]。
- 2011年（平成23年）
  - 3月22日 - 3月11日に東日本大震災が発生し、これにより福島県にある福島第一原子力発電所から放射能が出た影響で福島県民が新潟県に避難。これに伴い、県内に避難している福島県人向けに、同じフジ系列のFTV福島テレビの協力を得て、平日16時45分から10分間、『FTVスーパーニュース』の福島ローカル部分のダイジェスト放送を、『福島テレビニュース』として放送を行う（同年4月29日まで継続された）。
  - 7月24日 - 正午、アナログでの本放送が終了[17]。同日23時58分頃に、同電波が完全に停波する。
  - 10月1日 - この年の「NSTまつり」からNST社屋に加えて、万代シテイパークにも会場を拡張。
  - 年度内 - フジテレビ・関西テレビとの合同による首都直下型地震を想定した大規模な災害放送訓練に当局をはじめ、長野放送、テレビ新広島、岡山放送、高知さんさんテレビの5局が参加し、災害時の各局の円滑な連携の検証が実施された[28][29][30]。
- 2012年（平成24年）
  - 4月1日 - フジ・メディア・ホールディングス の持分法適用関連会社になる。
  - 4月2日 - 気象システムがリニューアルされる。これに伴い、新潟県内の放送局の気象システムが全局ハイビジョン化がされた。
- 2013年（平成25年）12月16日 - 開局45周年のこの日に、自局のキャラクター「ナシテ君・ドシテちゃん」の顔のデザインが変更される。
- 2014年（平成26年）4月 
  - 開局50周年に向かい、「Niigata Smile TV」（にいがたスマイルティービー）キャンペーンをスタートする。
  - 4月 - 社員の65歳定年制を、日本の民放史上、初めて導入[注 36][17]。
  - 9月 - 小児がん経験者の就労を支援する団体「NPO法人ハートリンクワーキングプロジェクト」に対し、 純利益の1%相当額700万寄付(以降毎年継続)[17]。
- 2015年（平成27年）3月27日 - この日を以て、テレビ東京の『L4 YOU!』の同時ネットが打ち切り。これに伴い、『レディス4』以来約30年も続いた、テレビ東京の平日16時から45分枠の三越提供枠の同時ネット放送（フジテレビ系のフルネット局としては唯一であった）が終了する[注 37]。
- 2016年（平成28年）
  - 4月 - 南魚沼市に、ゆきぐに魚沼支社を開設[17]。
  - 10月 - 初の海外拠点として、ベトナムのホーチミン市に、ASEAN支局を開設する[17]。
- 2019年（令和元年）
  - 10月1日 - 商号を株式会社NST新潟総合テレビに変更[6][17]。
- 2020年（令和2年）
  - 社長の大橋武紀が会長に、社長に酒井昌彦がそれぞれ就任する。
  - 4月に「だいすき！にいがた！チャンネル」と11月に「新潟ニュースNST」と2つのYouTubeチャンネルを立ち上げる。
- 2023年（令和5年）
  - 3月1日 - 新潟の本社及び弥彦山送信所の使用電力を、100％再生可能エネルギーに切り替える[31][17]。
  - 6月1日 - ニュースサイト「NIIGATA NEWS NST」運用開始。
- 2024年（令和6年）
  - 8月2日 - 自社のYouTubeチャンネル『だいすき!にいがた!チャンネル』にて、毎年恒例の『長岡まつり 大花火大会』の生中継を、ライブでは自社初の4K高画質にて配信。

### ネットワークの移り変わり
- 1968年（昭和43年）12月16日 - 日本テレビ・フジテレビ・NETテレビのクロスネット局としてテレビ本放送を開始。ニュースネットはNNN・FNN・NET-朝日テレビニュース系列。
- 1969年（昭和44年）10月1日 - この日発足したFNSに加盟。
- 1970年（昭和45年）1月1日 - NET-朝日テレビニュース系列がANNとして発足し加盟。
- 1975年（昭和50年）3月31日 - 腸捻転解消に伴い、ANN系列準キー局が毎日放送から朝日放送に変更される。
- 1981年（昭和56年）4月1日 - テレビ新潟放送網の開局によりNNN・NNSを脱退。フジテレビ・テレビ朝日系列のクロスネット局となる。
  - フジテレビ制作の『小川宏ショー』が、新潟放送からの移行で、テレビ朝日制作の『溝口泰男モーニングショー』に、関西テレビ制作の『ハイ!土曜日です』が朝日放送制作の『おはようワイド・土曜の朝に』にそれぞれ変更される。
  - ニュース枠については、月曜 - 土曜の朝ニュースは『NNN朝のニュース』に代わり『ANNニュースセブン』が、夜帯のニュース番組は『NNNきょうの出来事』に代わり『ANNニュースファイナル』がそれぞれネット開始。
- 1983年（昭和58年）10月1日 - 新潟テレビ21の開局によりANN脱退。新潟放送から移行しきれなかったフジテレビの番組が移行され、FNN・FNSフルネット化が完了するが競馬番組と仙台放送製作の東北電力一社提供番組は新潟放送でネット継続。2年半前の時点で打ち切りになったフジテレビ制作の朝8時半からの生番組（当時は『おはよう!ナイスデイ』）および関西テレビ制作の土曜午前のワイドショー番組（当時は『DOサタデー』）のネットも再開する。
- 2000年（平成12年）1月1日 - フジテレビの競馬番組がようやく新潟放送から移行される。
- 2001年（平成13年）4月 - 仙台放送製作の東北電力一社提供番組の放送権が『ぼくらの時代』の開始と共に、ようやく新潟放送から移行される。

#### 18時台以降の番組編成の変遷
- ★ → 時差ネット
- ☆ → 30分前倒し
- ◇ → 同日遅れネット（10分遅れ・30分遅れ・1時間遅れ）
- ◆ → 遅れネット

## 不祥事
2025年6月3日 - 関東信越国税局から2024年3月期までの6年間で、計約11億円の所得隠しを指摘された。実際にはCMを作っていないにもかかわらず、CM制作費として架空の経費を計上するなどしていたと認定された。重加算税を含め法人税約4億円を追徴課税したとみられる。架空の経費計上で捻出した「裏金」を複数の広告会社側への接待などに充てていた。NSTは「組織的に所得隠しを意図したものではなく、一部見解の相違はあったが、税務当局の指導に従い修正申告を行い納税した」とコメントした。同月4日に酒井昌彦社長が記者会見を開き、問題について謝罪した上で、架空のCM制作費などの大部分が制作会社から元社員の親族名義の会社に流れていたと説明。「元社員が一個人として、接待などをしていた可能性はある」と述べた上で、「会社から元社員に飲食接待を指示したことはない」として組織的な所得隠しは否定した。

## チャンネル

### デジタルテレビ放送

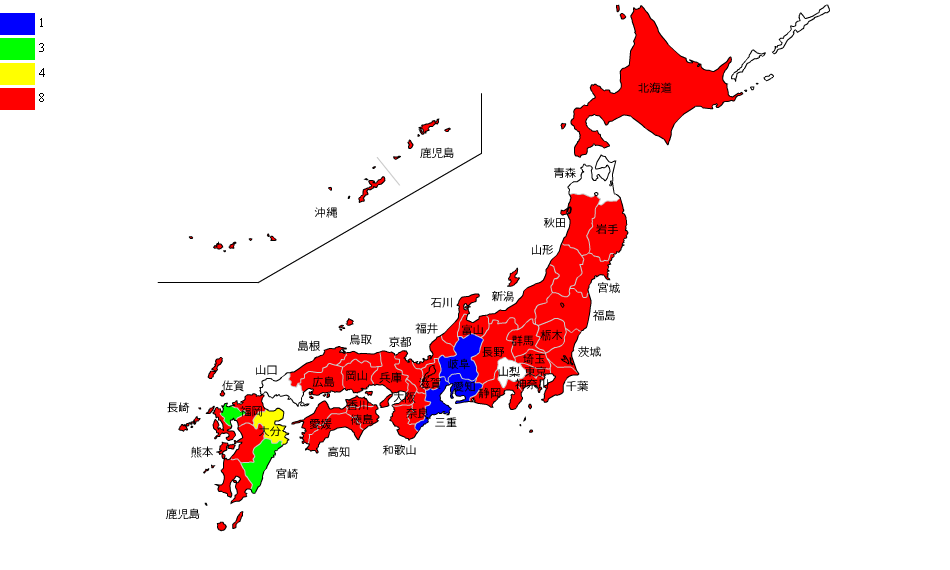
フジテレビ系列のリモコンキーID地図

地上波デジタル放送は、NHK新潟放送局、新潟放送と同じ2006年4月1日に本放送を開始。放送を開始する同放送のPRもサイマル試験放送開始前から行っていた。リモコンキーIDはフジテレビジョン（キー局）、関西テレビ放送（準キー局）、沖縄テレビ放送が3局ともにアナログ親局・リモコンキーIDで使われる「8」を使用している。「8」は東海テレビ放送、サガテレビとクロスネット局（テレビ大分・テレビ宮崎）を除くFNN・FNS系列24局で共通となっている。
しかし、同局は2004年にハイビジョン及び地上デジタル放送に対応した新社屋に移転したため、設備がほぼ万全だったので、地上波デジタル放送への移行が他局よりも比較的に楽だった。さらに将来のハイビジョン化をにらみ、新社屋移転後から局のローカル看板番組である『スマイルスタジアムNST』では、早くも一部コーナーでハイビジョンでの取材を始め、更にサイマル試験放送開始後では、直ぐに一部の報道取材をハイビジョン化するなど、ハイビジョン化においては、地上デジタル放送開始以前から、新潟県の民放で最も積極的に取り組んでおり、2007年の時点では、『スマイルスタジアムNST』では取材部分まで全部ハイビジョン化されていた。しかし、ローカル番組のハイビジョン中継車を使った生中継では、自社がまだハイビジョン中継車を導入していなかったため、他社よりそれをレンタルするしかなく、まず、地上デジタル放送開始記念番組として新潟ビッグスワンからのJ1リーグ「アルビレックス新潟VS名古屋グランパスエイト」のハイビジョン実況生中継を行ったが、ハイビジョン大型中継車のレンタルであった。しかし翌年、新潟テレビ21が、ローカル番組において、新潟スタジアムからのJ1リーグの生中継や高校野球の新潟県大会の準決勝及び決勝戦をハイビジョン実況生中継で行ったり、地上波デジタルテレビの大幅な普及も手伝い、2008年からは、『NSTみんなのKEIBA』が、フジテレビ等のハイビジョン中継車の貸与と中央競馬の主催・スポンサーでもあるJRAの金銭面でのサポートもあり、当番組のローカル部分が全てハイビジョン化されるようになった。
親局、中継局共、リモコンキーIDは8である。
- 親局：19ch JONH-DTV 弥彦送信所（出力：3kW）
- 中継局

| - 高田 25ch - 津南 24ch - 新井 45ch - 守門 34ch - 妙高高原 45ch - 三川 43ch - 津川 43ch - 村上 25ch - 村松 43ch - 高柳 38ch - 津南上郷 24ch | - 両津 31ch - 外海府 24ch - 関川 45ch - 青海 20ch - 小出 28ch - 相川 30ch - 湯沢 19ch - 栃尾 45ch - 川口 19ch - 鹿瀬 19ch | - 大和 34ch - 津南田中 19ch - 六日町 34ch - 高千 17ch - 糸魚川大野 18ch - 糸魚川早川 34ch - 朝日 34ch - 府屋 33ch - 土樽 33ch - 安塚 32ch | - 勝木 20ch - 小千谷真人 37ch - 中里 47ch - 黒川 33ch - 湯之谷 28ch - 柿崎 30ch - 松代 32ch - 新発田赤谷 40ch - 越路 39ch - 鯖石 40ch | - 塩沢 45ch - 新津 37ch - 牧 45ch - 下相川 19ch - 牛野尾谷 46ch - 関川女川 36ch - 津南中津 24ch - 柏崎山口 28ch - 中郷 48ch - 宮古木 22ch |

### アナログテレビ放送
2011年7月24日停波時点
- 親局：35ch JONH-TV 弥彦送信所（出力＝映像：30kW、音声：7.5kW）
- 中継局

| - 高田 33ch - 相川 58ch - 小出 43ch - 津南 57ch - 松代 43ch - 高柳 48ch - 守門 61ch - 関川 59ch - 青海 43ch - 三川 58ch | - 牧 55ch - 村上市府屋 43ch - 村上市勝木 57ch - 両津 44ch - 高千 58ch - 安塚 44ch - 新井 57ch - 村松 57ch - 栃尾 58ch - 塩沢 58ch | - 土樽 54ch - 越路 57ch - 新津 42ch - 村上市村上 40ch - 川口 44ch - 大和 58ch - 黒川 58ch - 中里 34ch - 鹿瀬 42ch - 村上市朝日 43ch | - 早川 44ch - 湯沢 44ch - 糸魚川 33ch - 津川東 51ch - 湯之谷 27ch - 六日町 61ch - 外海府 27ch - 下相川 43ch - 牛野尾谷 57ch - 川口大島 55ch | - 妙高高原 24ch - 津南田中 27ch - 津南上郷 34ch - 津南中津 41ch - 柏崎鯖石 57ch - 柏崎山口 43ch - 関川女川 44ch - 小千谷真人 27ch - 糸魚川大野 57ch |

## アナウンサー

### 男性
- 2000年 鈴木秀喜（ラジオ福島から移籍。現在は番組制作のプロデューサー担当の方が多い。神奈川県出身）
- 2010年 飛田厚史（TOKYO FMから移籍。2002年から2008年までテレビ信州アナウンサー。千葉県出身）
- 2021年 齋藤正昂（阿賀野市出身）

### 女性
- 2015年 杉山萌奈（柏崎市出身）
- 2019年 桶屋美圭（富山市出身）
- 2021年 長谷川珠子（福島県会津若松市出身）
- 2024年 高濱優生乃（兵庫県姫路市出身）、吉田優（2021年から2024年まで石川テレビアナウンサー。宮城県仙台市出身）
- 2025年 氏田陽菜（群馬県吉岡町出身）、藤森麻友（東京都出身）

### 過去

#### 男性
- 1973年
  - 山本安幸（和歌山放送から移籍。現・FMゆきぐに取締役放送局長）
- 1982年
  - 長谷川晴彦（ - 1983年、1990年 - 2001年。1983年にテレビユー福島に一時移籍。現・フリーアナウンサー）
- 1991年
  - 斉藤修（ - 2012年。山形放送から移籍。現・南三陸ホテル観洋勤務。豊栄市（現：新潟市北区）出身）
- 2002年
  - 田中良幸（フジテレビ『めざまし8』リポーター等。三条市出身）
- 2006年
  - 梅中悠介（ - 2010年。大分朝日放送から移籍、→ジョイスタッフ）
  - 高橋翔（ - 2007年。富山テレビへ移籍）
- 2018年
  - 高橋正和（ - 2021年、秋田朝日放送から移籍し復帰。胎内市出身）
- 2024年
  - 棚橋祐太（テレビユー山形から移籍。新潟市出身）
- 藤田嘉宏（山口放送から移籍）
- 田島義彦（1984年山形テレビへ移籍。現酒田支社長）
- 山田晟

#### 女性
- 1975年
  - 佐々木志津子（ - 1985年。現見附市議会議員）
- 1986年
  - 棚橋美稚誉
- 1992年
  - 岡田花菜子（現フリーアナウンサー）
  - 菊野麻子（ - 2000年。当時の報道制作部所属。現・フリーアナウンサー、Kアプローチ（K&A）代表）
  - 根津ゆかり（ - 1995年3月。その後、ショップチャンネルの開局時からのキャストとなる）
- 1993年
  - 関根美紀（ - 1999年、現FM新潟パーソナリティ）
- 1995年
  - 大坪幸代（ - 2003年。現フリーアナウンサー）
- 1997年
  - 柳華織
- 1998年
  - 北村史子
- 1999年
  - 田中真木子（ - 2001年）
- 2001年
  - 木竜亜希子（ - 2006年。その後テレビ信州に移籍し、さらにその2年後には、ジョイスタッフ所属となりフリー）
  - 高山景子（ - 2004年。その後テレビ愛媛へ移籍、2009年同局退職。その後はフリーとなり、オフィスケイアールに所属）
  - 村山恵美（ - 2008年3月。新潟放送から移籍）
- 2002年
  - 松村道子（ - 2007年。）
- 2003年
  - 中田エミリー（ - 2010年3月。）
- 2004年
  - 村山千代（ - 2013。）
- 2005年
  - 斉藤有希
- 2006年
  - 廣川明美（ - 2015年、）
- 2007年
  - 市野瀬瞳（ - 2012年。）
  - 堀恭子（ - 2013年）
- 2009年
  - 近藤麻智子（4月入社 - 2011年。）
- 2011年
  - 横内美紗（ - 2016年12月。）
- 2013年
  - 新井翔子（ - 2016年6月。）
  - 堀井七絵（ - 2018年。）
  - 水谷悠莉（ - 2020年3月。）
- 2015年
  - 真保恵理（ - 2024年10月。）
- 2016年
  - 松尾和泉（ - 2024年3月。）
- 2017年
  - 井上綾夏（ - 2020年3月。）
- 2021年
  - 山中麻央（ - 2024年12月。）
- 中村政子
- 樋口幸子（現・フリーアナウンサー）
- 小方恵子（千葉テレビ放送より移籍。その後、FM新潟に移籍し、現在フリー）
- 藤野綾子
- 山田典子
- 鈴木美佳（退社後はテレビ神奈川へ移籍）
- 外山優子
- 草薙厚子（現・SMAエンタテインメント所属のジャーナリスト）

## 放送事故
1980年代、「FNNニュース」の際、スポンサー画面が流れたあと、「NTT新潟」のカラーバーが流され、「しばらくお待ち下さい」の画面が出された。当時のスポンサーであった東光商事株式会社のCMで復活したものの、何もニュースは放送されずに番組は終了した。